# Jean Bernabé
Pour les articles homonymes, voir Bernabé.
Jean Bernabé (né  le 31 juillet 1942 au Lorrain (Martinique) et mort le 12 avril 2017 à Schœlcher (Martinique),) est un écrivain et linguiste français.
Cofondateur de la « créolité », il fut durant plusieurs années le doyen de la Faculté des lettres et sciences humaines de l'université des Antilles et de la Guyane. Pour honorer sa mémoire et son oeuvre, la faculté des lettres et sciences humaines de l'université des Antilles a été dénommée faculté Jean Bernabé, le 16 avril 2024. 

## Biographie
Jean Bernabé est agrégé de grammaire et l'auteur en 1982 d'une thèse de doctorat d'État en linguistique sur le Créole antillais intitulée : Fondal Natal : Grammaire basilecticale approchée des Créoles guadeloupéen et martiniquais, publiée chez l'Harmattan en 1983.
Professeur émérite de Langues et Cultures Régionales à l'université des Antilles et de la Guyane, il y a créé le Groupe de recherches et d'études en espace créole et francophone (GEREC-F).

### Engagements
Important linguiste cognitiviste créole, Jean Bernabé participe en 1989 avec Patrick Chamoiseau et Raphaël Confiant à l'écriture de l'essai Éloge de la créolité. Il participa ensuite à la reconnaissance du créole dans le milieu universitaire et scolaire par l'intermédiaire de la création du CAPES de créole. Personnage essentiel dans le domaine de la syntaxe du créole, il est l'auteur de nombreux articles de sociolinguistique et de littérature.

Jean Bernabé est aussi l'un des moteurs de la journée du créole qui a lieu chaque année en Martinique à la date du 28 octobre. Il tient à jour son propre bloc-notes traitant de thèmes créolophones tels que : « la problématique de la graphie des créoles à l'heure de leur institutionnalisation dans le système scolaire » ou « Patriotisme, université et développement de nos pays ».
Aux côtés d'auteurs phares que sont Raphael Confiant et Patrick Chamoiseau dans le paysage créolophone martiniquais, Jean Bernabé participe activement à la reconnaissance de la langue comme pour cette lettre adressée au ministère lors de l'annulation du CAPES créole en 2005. Fort de son implication, il est un acteur majeur de l'émergence du créole dans la culture antillaise, par ailleurs sa présence journalière à l'UAG (Université Antilles-Guyane) de Schœlcher en Martinique lui confère une notoriété et un champ de manœuvre considérable. Il est aussi plus récemment le fondateur de l'UTL (université du temps libre) visant à conférer des activités intellectuelles et parfois physiques (excursions, randonnées) à des personnes souhaitant s'occuper de manière positive.

## Œuvres
- La Fable créole, 2001
- La Graphie créole, 2001
- La Malgeste des mornes, roman, 2006
- Fondal-Natal, essai, 1976 3 volumes
- Fondas-Kréyol, essai, 1982
- Éloge de la créolité, essai, 1989 (avec Patrick Chamoiseau et Raphaël Confiant)
- Le Bailleur d'étincelle, roman, 2002
- Précis de syntaxe créole, linguistique créole, 2003
- Le Partage des ancêtres, roman, 2004
- Sur les chemins de l'histoire antillaise. Mélanges offerts à Lucien Abenon (avec Serge Mam-lam-Fouck) 2006
- Litanie pour le nègre fondamental, roman, 2008
- La Dérive identitariste, Préface de Jean-Rémi Lapaire, postfaces de Robert Saé, Maurice Laouchez, Jean-Luc Bonniol, essai, 2016